# Haslum HK
Haslum Håndballklubb (Haslum HK) är en norsk handbollsklubb från Bærum i Akershus fylke. Herrlaget har blivit norska mästare tre gånger; 2005, 2009 och 2011. Laget har röda tröjor och röda byxor.

## Spelare i urval
- Sebastian Barthold
- Kenneth Klev
- Thomas Kristensen
- Erlend Mamelund
- Kent Robin Tønnesen
- Sander Sagosen
- Einar Sand Koren
- Sander Øverjordet